# دنيس فايرستون
دنيس فايرستون (بالإنجليزية: Dennis Firestone)‏ هو مهندس أمريكي، ولد في 22 يوليو 1944 في تاونسفيل في أستراليا.

## روابط خارجية
- دنيس فايرستون على موقع DriverDB.com (الإنجليزية)